# 马来西亚最高元首后
马来西亚最高元首后，1957年马来亚独立至1963年马来西亚联邦成立期间称为马来亚最高元首后，1963年以来称为马来西亚最高元首后。是马来西亚选举君主立宪最高元首的法定配偶，她与最高元首一样被尊称为「陛下」。目前現任马来西亚最高元首后為來自柔佛州的拉惹查丽苏菲亚。

## 称谓与地位
马来文「permaisuri」一词是源自于泰米尔文的「மேஸ்வரி」以及梵语「परमेश्वरी」，拥有「至尊女士」的含义。最高元首后的完整马来文尊称是「Kebawah Duli Yang Maha Mulia Seri Paduka Baginda Raja Permaisuri Agong」。在英文语境除了直接引用最高元首后的头衔外，常见的译名为「Her Majesty the Queen」，中文则是「最高元首后陛下」。
在马来西亚排名名单中，最高元首后的地位仅次于最高元首，在联邦内所有人之上。

## 最高元首后的职务
马来西亚奉行选举君主立宪制，最高元首的遴选制度是在当今主权国家中较少见的一种制度，最高元首必须是由马来统治者会议在9个州属的世袭统治者中遴选产生，会议在参考各统治者的年龄和资历后，通过选举选出一位资历最高的统治者担任最高元首。当某位统治者被选为最高元首时，他的配偶（仅限苏丹后、严端后和拉惹后）也将自动成为最高元首后。最高元首后每五年会因最高元首的选举而更换。
像许多最高元首的配偶一样，《马来西亚联邦宪法》中并没有条文规定最高元首后的职权。但她通常会陪同最高元首一同参加正式活动和进行国事访问，并接待来自他国的国家元首及其配偶。《马来西亚联邦宪法》第34条文中也规定最高元首后不能任职、从事任何报酬工作或在任何商业企业任职。不过，最高元首后在法律上有权享受最高元首的年度拨款。

## 历任最高元首后
| 顺序                           | 肖像 | 名称             | 生卒日期                      | 在位日期                       | 原州属 | 最高元首                |
| ------------------------------ | ---- | ---------------- | ----------------------------- | ------------------------------ | ------ | ----------------------- |
| 马来亚最高元首后（1957－1963） |      |                  |                               |                                |        |                         |
| 1                              |      | 端姑古夏         | 1911年5月16日－1999年2月2日   | 1957年8月31日－1960年4月1日    | 森美蘭 | 端姑阿都·拉曼           |
| 2                              |      | 拉惹遮玛         | 1900年－1973年4月8日          | 1960年4月14日－1960年9月1日    | 雪蘭莪 | 苏丹希沙慕丁沙          |
| 3                              |      | 东姑布丽雅       | 1924年3月28日－2008年11月28日 | 1960年9月21日－1965年9月20日   | 玻璃市 | 端姑赛布特拉            |
| 马来西亚最高元首后（1963－）   |      |                  |                               |                                |        |                         |
| 3                              |      | 东姑布丽雅       | 1924年3月28日－2008年11月28日 | 1960年9月21日－1965年9月20日   | 玻璃市 | 端姑赛布特拉            |
| 4                              |      | 东姑英丹扎哈拉   | 1928年4月13日－2015年1月24日  | 1965年9月21日－1970年9月20日   | 登嘉樓 | 端姑依斯迈·纳西鲁丁沙   |
| 5                              |      | 端姑峇希雅       | 1930年8月24日－2003年8月26日  | 1970年9月21日－1975年9月20日   | 吉打   | 苏丹端姑阿都哈林        |
| 6                              |      | 东姑再纳布二世   | 1917年8月7日－1993年1月10日   | 1975年9月21日－1979年3月29日   | 吉兰丹 | 端姑雅亚·柏特拉         |
| 7                              |      | 东姑阿夫占       | 1935年12月4日－1988年6月29日  | 1979年3月29日－1984年4月25日   | 彭亨   | 苏丹阿末沙              |
| 8                              |      | 东姑查娜丽雅     | 1940年7月5日－2019年3月17日   | 1984年4月26日－1989年4月25日   | 柔佛   | 苏丹马末·依斯干达       |
| 9                              |      | 端姑拜润         | 1932年11月7日－               | 1989年4月26日－1994年4月25日   | 霹靂   | 苏丹阿兹兰沙            |
| 10                             |      | 端姑娜吉哈       | 1923年9月1日－2023年9月8日    | 1994年4月26日－1999年4月25日   | 森美蘭 | 端姑查化                |
| 11                             |      | 端姑西蒂艾莎     | 1971年11月18日－              | 1999年4月26日－2001年11月21日  | 雪蘭莪 | 蘇丹沙拉胡汀·阿都阿茲沙 |
| 12                             |      | 端姑法兹雅       | 1946年6月6日－                | 2001年12月13日－2006年12月12日 | 玻璃市 | 端姑賽西拉祖丁          |
| 13                             |      | 苏丹后诺查希拉   | 1973年12月7日－               | 2006年12月13日－2011年12月12日 | 登嘉樓 | 端姑米占·再纳·阿比丁    |
| 14                             |      | 苏丹后哈米娜     | 1953年7月15日－               | 2011年12月13日－2016年12月12日 | 吉打   | 苏丹端姑阿都哈林1       |
| 15                             | 出缺 | 出缺             | 出缺                          | 出缺                           | 吉兰丹 | 苏丹莫哈末五世2         |
| 16                             |      | 东姑阿兹莎阿米娜 | 1960年8月5日－                | 2019年1月31日－2024年1月30日   | 彭亨   | 苏丹阿都拉              |
| 17                             |      | 拉惹查丽苏菲亚   | 1959年8月14日－               | 2024年1月31日－                | 柔佛   | 苏丹依布拉欣·依斯迈     |

1.^  端姑阿都哈林是第一个两次出任最高元首的苏丹，苏丹后哈米娜是他的第二个妻子，于1975年结婚。
2.^  蘇丹莫哈末五世就任时尚未册封妻子诺蒂安娜为吉兰丹苏丹后，故她无法出任最高元首后。

## 在世的前马来西亚最高元首后
| 姓名             | 州屬   | 任期           | 出生日期               | 備註                               |
| ---------------- | ------ | -------------- | ---------------------- | ---------------------------------- |
| 端姑拜润         | 霹靂   | 1989年－1994年 | 1932年11月7日（92歲）  | 第九任最高元首后暨前霹雳苏丹后     |
| 端姑西蒂艾莎     | 雪蘭莪 | 1999年－2001年 | 1971年11月18日（53歲） | 第十一任最高元首后暨前雪兰莪蘇丹后 |
| 端姑法兹雅       | 玻璃市 | 2001年－2006年 | 1946年6月6日（78歲）   | 第十二任最高元首后暨玻璃市拉惹     |
| 苏丹后诺查希拉   | 登嘉樓 | 2006年－2011年 | 1973年12月7日（51歲）  | 第十三任最高元首后暨登嘉楼苏丹后   |
| 苏丹后哈米娜     | 吉打   | 2011年－2016年 | 1953年7月15日（71歲）  | 第十四任最高元首后暨前吉打苏丹后   |
| 东姑阿兹莎阿米娜 | 彭亨   | 2019年－2024年 | 1960年8月5日（64歲）   | 第十六任最高元首后暨彭亨苏丹后     |

最近一位驾崩的是第十任最高元首后暨前森美兰严端后端姑娜吉哈，她于2023年9月8日驾崩。

## 「第一夫人」
在马来西亚，“第一夫人”普遍被认为是马来西亚首相夫人，然唯一被正式稱為“第一夫人”者僅有第六任首相纳吉·阿都拉萨的夫人罗斯玛·曼梳－。但有关第一夫人的称呼仍有争论，因依据联邦宪法，最高元首的配偶－最高元首后的地位仅次于最高元首，位在首相与首相夫人之前，因此，大部分人认为最高元首后才是马来西亚真正的第一夫人。